# ارمنستان روشن
ارمنستان روشن (ارمنی: Լուսավոր Հայաստան) یک حزب سیاسی لیبرال در ارمنستان است که در تاریخ ۱۲ دسامبر ۲۰۱۵ بنیانگذاری شده‌است. در انتخابات مجلس ارمنستان (۲۰۱۷) و انتخابات شورای شهر ایروان (۲۰۱۷) در انتخابات به عنوان بخشی از اتحاد راه خروج شرکت نموده‌است و کرسی را نیز کسب نموده‌است. رهبر این حزب ادمون ماروکیان است.